# Криленко Володимир Ігорович
Володи́мир Іго́рович Криле́нко (нар. 2 липня 1966, м. Бобринець, Кіровоградська область) — український економіст (доктор економічних наук, професор), перший заступник міського голови м. Миколаєва (2017—2020), генерал-майор СБУ, керівник обласних управлінь СБУ у 2011—2014 роках (Черкаська, Львівська, Миколаївська області). Кавалер ордена «За заслуги» III ступеня (2018).

## Життєпис
Народився у м. Бобринець Кіровоградської області, у родині вчителів. У 7 років переїхав з батьками до м. Миколаїв, де навчався у ЗОШ № 45 і № 50. Останню 1983 року закінчив із золотою медаллю.

### Навчання
1989 року у Миколаївському кораблебудівельному інституті імені адмірала Макарова з відзнакою здобув кваліфікацію інженер-механіка за спеціальністю «Холодильні та компресорні машини та установки».
1992 року закінчив навчання в Інституті підготовки кадрів СНБУ з кваліфікацією офіцера з вищою спеціальною освітою. 1998 року закінчив Одеський національний університет імені Мечникова за спеціальністю «Облік і аудит» (кваліфікація економіст-бухгалтер).
2000 року отримав науковий ступінь кандидата економічних наук за результатами захисту дисертації «Організаційно-економічний механізм взаємодії сільськогосподарських підприємств з фінансовими установами (на прикладі Миколаївської області)» (спеціальність «Економіка сільського господарства і АПК»).
2014 року отримав науковий ступінь доктора економічних наук за результатами захисту дисертації «Регуляторна політика держави у сфері забезпечення економічної безпеки аграрного сектору» (спеціальність «Економіка та управління національним господарством»).

### Кар'єра
У вересні 1990 року розпочав службу в органах державної безпеки на посаді оперуповноваженого. Займав різні посади в управліннях СБУ Миколаївської, Одеської, Черкаської, Львівської областей і м. Київ.
З 1996 року викладав економічні дисципліни (фінанси, основи банківської справи, основи менеджменту тощо) у Миколаївському кораблебудівному інституті (МКІ) та інших закладах вищої освіти.
2001 року став доцентом кафедри фінансів економічного факультету (МКІ, з 2004 року — НУК імені адмірала Макарова).
У серпні 2011 року Володимира Криленка було призначено керівником управління СБУ Черкаської області. Попередньо він займав посаду заступника керівника Київського регіонального управління СБУ.
2012 року було присвоєно військове звання генерал-майора.
5 лютого 2014 року Володимира Криленка було переведено до Львова на посаду начальника обласного управління СБУ. 20 лютого він з усіма силовиками Львівщини колективною заявою підтримали виключно мирний шлях врегулювання протистояння між протестувальниками та владою. 12 березня Володимира Криленка призначено начальником Миколаївського обласного управління СБУ.
2014 року обійняв посаду завідувача кафедри фінансів і кредиту у МНУ імені Василя Сухомлинського. Там же протягом 2016—2018 років працював першим проректором. Також 2017 року було присвоєно вчене звання професора кафедри фінансів, банківської справи та страхування цього університету.
Протягом грудня 2017 — грудня 2020 років Володимир Криленко був першим заступником міського голови, відповідав за роботу в галузі освіти, охорони здоров'я, соціального захисту.
З квітня 2021 року Володимир Криленко перебуває на посаді проректора НУК імені адмірала Макарова.

### Політична діяльність
У жовтні 2015 року за результатами чергових місцевих виборів Володимир Криленко став депутатом Миколаївської міської ради від округу № 1.
21 грудня 2017 року склав депутатські повноваження після призначення першим заступником міського голови міста Миколаєва. З цього дня до 24 грудня 2020 року також працював у складі виконавчого комітету міської ради.
3 квітня 2020 року Володимира Криленка було призначено керівником робіт з ліквідації наслідків медико-біологічної надзвичайної ситуації природного характеру, пов'язаної із поширенням коронавірусної хвороби COVID-19 на території міста Миколаєва.

## Відзнаки
Низка ЗМІ у різні роки відмічала Володимира Криленка серед найпомітніших фігур регіонів. Так, 2013 року його назвали серед 50 найвпливовіших осіб Черкаської області (№ 8, за версією ГО «Кропива»).
Миколаївське видання «Новости N» кілька разів розміщувала Володимира Криленка у своєму рейтингу «ТОП-100 найбільш впливових людей Миколаївщини»: 2015 (№ 35), 2016 (№ 37), 2017 (№ 22), 2018 (№ 26), 2019 (№ 16), 2020 (№ 27).
Серед державних і відомчих нагород, Володимир Криленко має:
- Почесна відзнака Одеського міського голови «Подяка» (2008)[27]
- Почесна відзнака Миколаївського міського голови «За заслуги перед містом Миколаїв» (2016)[28]
- Орден «За заслуги» III ступеня (2018)[29]

## Наукові публікації
Володимир Криленко — автор понад 90 наукових та навчально-методичних публікацій, зокрема за його участі підготовлено навчальні посібники, монографії, методичні рекомендації.

### Посібники
- Фінансова діяльність суб'єктів господарювання : навчально-методичний посібник / В. І. Криленко, Н. О. Корнєва ; Миколаїв. нац. ун-т ім. В. О. Сухомлинського. — Х., 2016. — 220 с. — ISBN 978-617-7474-19-6.
- Управління інноваційно-інвестиційним розвитком підприємства: теорія і практика (1 частина) : навчальний посібник / Л. О. Кравченко, В. І. Кириленко, Л. В. Назарова, Н. В. Філіпчук та ін. — Миколаїв : Іліон, 2017. — 300 с.
- Страховий менеджмент : опорний конспект / уклад.: Криленко В.І., Рудь І.Ю.. — Миколаїв : МНУ ім. В.О.Сухомлинського, 2020. — 127 с.

### Монографії
- Формування взаємовідносин сільськогосподарських підприємств з фінансовими установами в умовах України: організаційно-економічний аспект : монографія / Л. І. Федулова, В. І. Криленко. — Миколаїв : УДМТУ, 1999. — 141 с. — ISBN 5-87848-055-7.
- Тіньова економіка та її вплив на економічну безпеку держави / В. І. Криленко ; за редакцією М.П. Денисенка, І.П. Мігус. — Розділ у колективній монографії: «Управління економічним розвитком держави та суб’єктів господарювання». — Черкаси : ТОВ «МАКЛАУТ», 2013. — С. 146–168. — 448 с.
- Криленко В. І. Економічна безпека аграрного сектору: проблеми регулювання та забезпечення : монографія. — Миколаїв : В. П. Шамрай, 2014. — 467 с. — ISBN 978-966-97327-3-6.
- Перспективи розвитку та функціонування фінансово-кредитних інститутів в Україні : монографія / В. І. Криленко, Н. В. Данік, Н. О. Корнєва, І. Ю. Рудь та ін. — Миколаїв : Іліон, 2015. — 200 с.
- Парадигма та емпірика фінансів в контексті світових та регіональних економічних викликів : монографія / В. І. Криленко, Н. А. Ясинська, Л. С. Кравчук, С. М. Січко, А. В. Колеватова ; за заг. ред. Н. А. Ясинської, С. М. Січко. — Миколаїв : МНУ імені В. О. Сухомлинського, 2017. — 284 с. — ISBN 978-617-7577-08-8.

## Художня література
- Крыленко, В. И. «Сухой лист» Лобановского :  [рос.] : сборник произведений / худож. Т. А. Кручинина. — Николаев : Илион, 2020. — 136 с.
- Крыленко, В. И. От Йомы к Роме :  [рос.] : книга для семейного чтения / В. И. Крыленко, С. В. Крыленко ; худож. Т. А. Кручинина ; рис. Р. Крыленко. — Х. : ФЛП Мезина, 2017. — 88 с. — (Семейный бестселлер).
- Крыленко, В. И. От Ромы к Роману :  [рос.] : книга для семейного чтения / В. И. Крыленко, С. В. Крыленко ; худож. Т. А. Кручинина. — Николаев : Илион, 2021. — 108 с. — (Семейный бестселлер ; ч. 2).